# 李周浩 (政治人物)
李周浩（韓語：이주호；1961年2月17日—），韩国政治人物。本贯全州李氏。曾任大韓民國代總統、代理國務總理、社会副总理兼任教育部长官、第17届南韓國會议员。KDI國際政策研究院大學教授。
曾任韩国KDI副教授、副研究员、研究员，美国科尔盖特大学杰出教授。2004年至2008年任第17届自由韩国党比例代表，李明博政府时期任总统文部科学文化首席秘书官，2009年任教育科学技术部第一副部长，2010年至2013年任教育科学技术部长官。2022年11月出任副总理兼教育部长官，2025年5月2日起代理总统和国务总理职务。2025年6月4日，李在明宣誓就职韩国总统，不再代理总统职务。李在明上任後提名金民錫為國務總理的人選並等待國會批准，在此期間仍由李周浩擔任代理國務總理，直到2025年7月3日國會正式批准任命而使其卸任。

## 生平

### 早年
出生于庆尚北道大邱市（现大邱广域市）。从大邱青丘高等學校毕业后，他在首尔大学及其研究生院、康奈尔大学主修国际经济学；拥有三个经济学学位——首尔国立大学的学士和硕士学位，以及康奈尔大学的博士学位。 
2004年，他在第17届大选中以大国家党比例代表的身份当选为国会议员。 

### 教育科学技术部长官任期（2010年至2013年）
李明博政府上台后，他任总统教育科学文化首席秘書官，并于2009年1月被任命为第51任教育科学技术部次官。 2010年8月，他被任命为第53任教育科学技术部长官，并担任该职位至2013年3月。 
2010年担任教育科学技术部长官期间，李周浩宣布医学、牙醫學專門研究生院不会恢复为医科、牙科大学，但将继续为其提供行政和财政支持，包括增加教授人数。  他强调教育的自主性和竞争性。2011年，“高中多元化300”计划宣布，计划创建100所自主私立高中、150所公立寄宿高中和50所职业高中，旨在提高学校自主权，扩大学生选择学校的权利。
不过，文在寅政府认为，自主型私立高中是导致普通高中衰败的罪魁祸首，并宣布了到2025年将所有自主型私立高中转制为普通高中的政策。 

### 非政府组织职务任期
2013年3月后担任国际商业连带委员会委员长、联合国全球教育財政委員会委员、亚洲教育協会理事長、政治—学术特別委員会委员等。 
2017年，李周浩担任韩半岛振兴财团政策委员会委员长兼KDI国立政策大学研究中心教授，在该财团主办的研讨会上表示，当时的右翼政党已经蜕变成被既得利益集团和特殊利益集团俘获的利益集团，要克服这一困境，就需要实现世代更新和国家统一。 
他曾参加2022年6月的地方选举竞选首尔教育监，但中途退出。随后，他担任京畿道教育监任太熙过渡委员会主席。 

### 社会副总理任期（2022年至2025年）

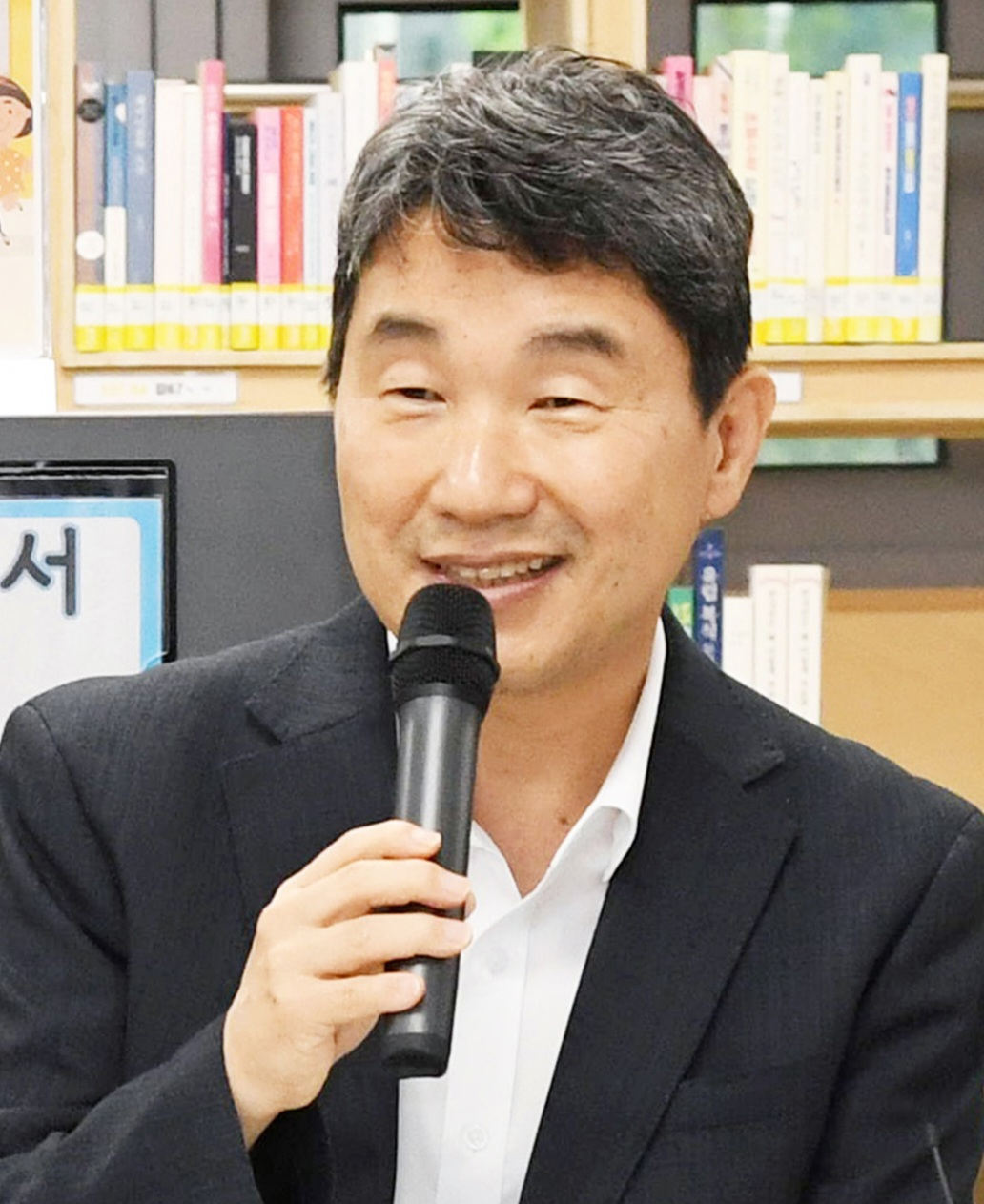
2023年
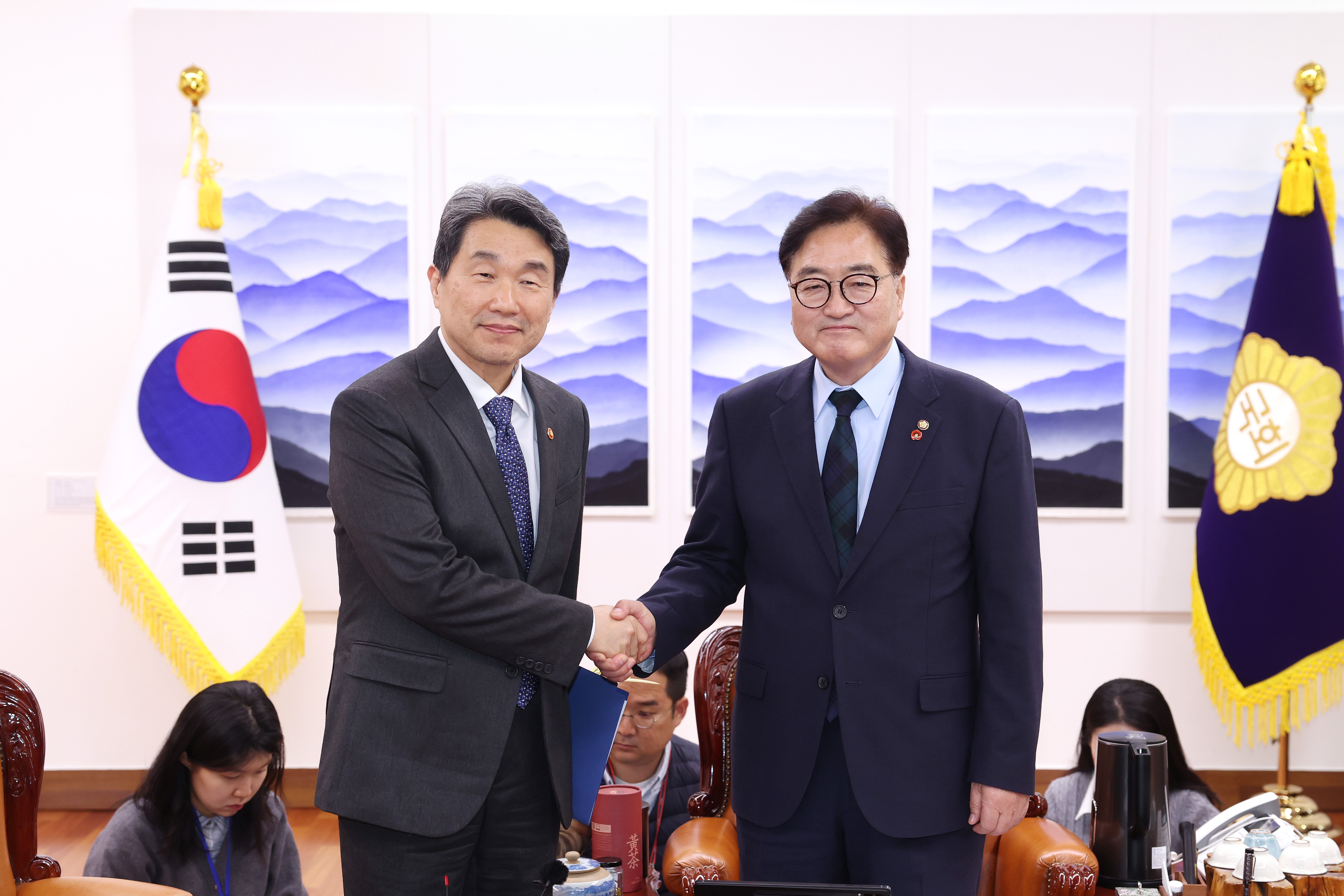
2024年12月3日会见国会议长
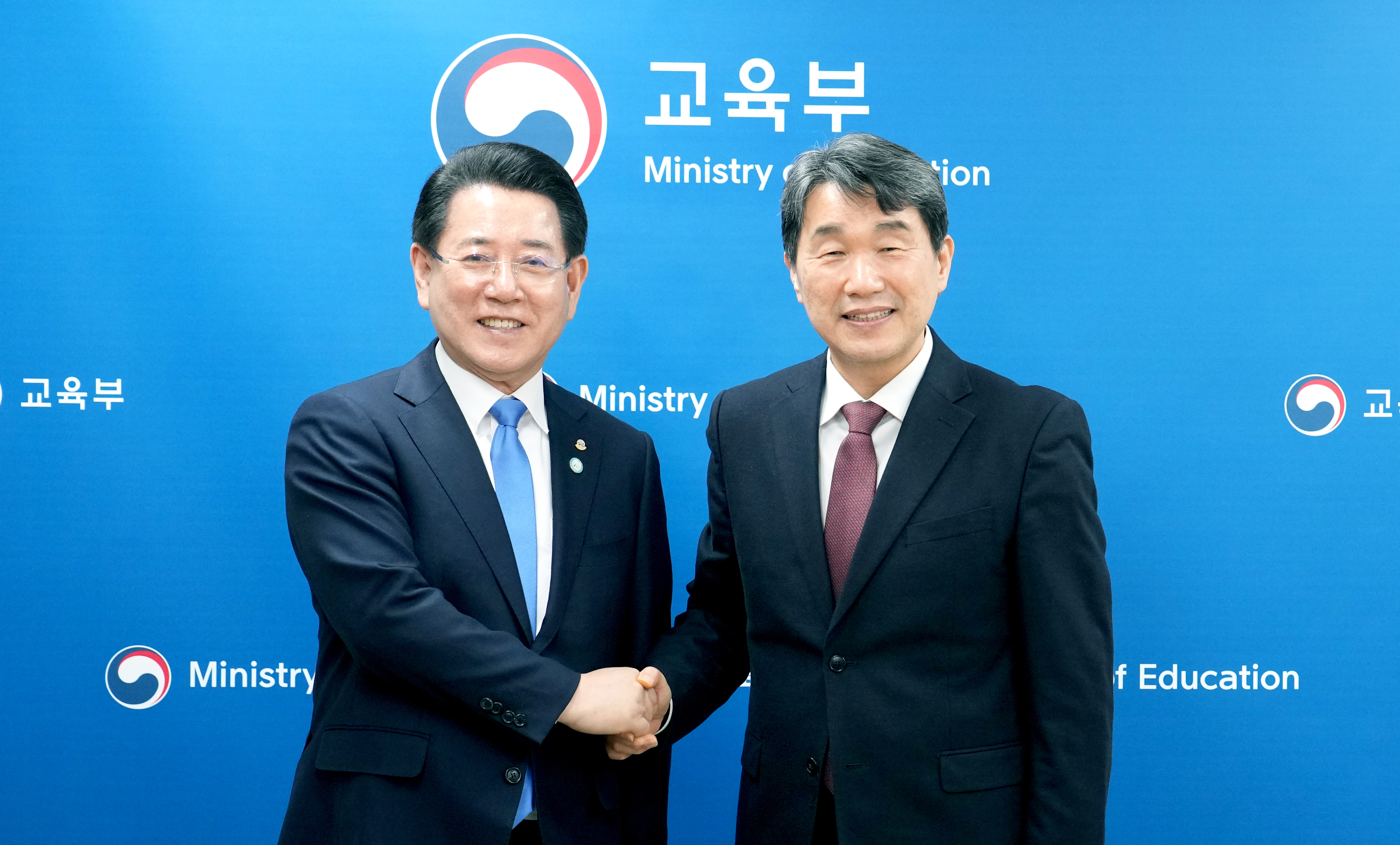
2025年3月7日会见全罗南道知事

李周浩上任后，教育部宣布，计划于2022年12月将高中学校推荐制度彻底改为绝对评估制度（基于成绩的评估制度）。 
李周浩监督了几项重要的教育改革。他创立了诺尔博姆学校项目，为小学生提供免费的课后托管服务，并试图牵头将医学院招生人数增加2,000人，但最终失败了。他还提倡使用数字教科书，特别是本学年推出的基于人工智能的教科书。 
2023年3月，针对国民高度关注的校园暴力问题，李周浩表示虽然坚持严格惩罚的基本立场，但需要广泛收集意见，并宣布将对2012年制定的《校园暴力综合对策》进行大幅修改。关于医学院人才集中的问题，KAIST和浦项工科大学宣布，他们正在考虑建立新的医学院，培养医师、科学家复合型人才。
2023年9月，教育部宣布了一项政策，规定仅使用“黄色巴士（专用校车）”进行体验式学习等团体活动。然而，由于此类巴士本来就不够，许多学校被迫取消体验式学习，导致包车行业陷入混乱。 
2023年底，教育部宣布了修改2028年大學修學能力試驗的计划，但该计划因删除了微积分II和几何并引入了名为“深度数学”的新部分而受到韩国数学学会的批评。 

### 代總統任期（2025年）
2025年5月1日，因代总统兼国务总理韩悳洙和原定接任的经济副总理崔相穆先后辞职，李周浩按代理順序代行总统和国务总理职权，任期于2日零时正式开始。作为代理总统，李周浩指示军队将战备状态提升到“最高水平”，并呼吁做好细致的准备，确保6月3日总统选举“有序”、“公正”地进行。李周浩还指示代理国防部长金善鎬全面监督军事监视和战备情况，将国家军事战备态势提升至最高水平，以便能够对各种挑衅行为进行“迅速而严厉的回应”，并指示所有公务员在总统大选前严格遵守工作纪律，保持政治中立。 

### 李在明政府任期（2025年）
李在明政府於2025年6月4日起就任，李周浩在新政府中繼續留任，直至李在明提名的國務委員獲正式任命為止。2025年7月29日，隨著李政府的國務委員接連被任命，並已達國務會議議決法定人數，李在明受理李周浩於6月提交的辭呈。
李周浩表示，在退任副總理一職後，將回到學界擔任韓國開發研究院（KDI）國際政策研究生院教授，研究尖端技術力量及高科技教育。

## 主张废除教育部
2007年，他担任国会议员时在政府部门改组辩论中主张必须大胆废除教育部，将教育权力从中央政府转移到地方政府、各个学校和大学。他还认为，有必要对研究和学术领域提供综合支持，并将其与教育有机结合起来。 2017年，担任公正社会运动联盟联合主席期间，该联盟呼吁废除教育部，并将大学数量减半。2021年3月，他以K政策平台主席的身份发布报告，呼吁废除教育部。

## 履历表

### 教育经历
- 青丘高等學校
- 1979~1983：首尔大学经济学学士
- 1983~1985：首尔大学研究生院经济学硕士
- 1986年~1990年：康奈尔大学研究生院经济学博士[2]

### 职务履历
- 1990年6月～1991年12月：国民经济体制研究所 高级研究员
- 1991年12月～1994年：KDI准研究员
- 1992年：国民经济教育研究所
- 1994年12月～1997年：KDI研究员
- 1994年3月～：教育改革委员会人才政策专门委员（兼任）
- 1998年1月～2003年6月：KDI公共政策与管理学院副教授
- 1998年10月至2000年12月：文部省教育政策审议委员会委员
- 2001年6月至2004年5月：韩国职业教育学会理事
- 2001年7月～2002年8月：KDI公共政策与管理学院教务长
- 2002年3月～2004年5月：韩国劳动经济协会理事
- 2002年9月～2003年6月：美国科尔盖特大学名誉教授
- 2003年6月～2022年：KDI公共政策与管理学院教授
- 2003年7月～2004年5月：KDI公共政策与管理学院教育改革研究所所长
- 2004年5月～2008年2月：自由韩国党第17届国会议员
- 教育部教育政策审议委员会委员
- 2007年12月～2008年2月：第17届总统过渡委员会社会教育文化小组委员会秘书

#### 李明博時期
- 2008年3月1日～2008年6月20日：总统秘书室首席秘书官（教育科学技术部）
- 2009年1月20日～2010年8月16日：大韩民国教育科学技术部第一次长[2][25][26]
- 2010年8月31日～2013年3月11日：大韩民国教育科学技术部长官[2][25]
- 2011年4月：国际科学商业连带主席

#### 朴槿惠時期
- 2014年7月～2018年8月：朝鲜半島先進化財團理事[25][27]

#### 文在寅時期
- 2018年9月～2022年9月：蔚山大学校长
- 2020年4月～2022年：亚洲教育协会主席
- 2021年4月～2022年：K-政策平台总监

#### 尹锡悦時期
- 2022年11月～2025年6月4日：教育部长、社会事务副总理
- 2022年11月～2025年6月4日：韩国联合国教科文组织主席兼执行委员会
- 2022年11月～2025年6月4日：总统生物伦理委员会政府成员
- 2022年12月～2025年6月4日：政府少子老龄化委员会委员
- 2023年7月～2025年6月4日：总统地方政府委员会当然成员
- 2024年4月～2025年6月4日：总统医疗改革特别委员会成员
- 2025年5月2日～2025年6月4日：代理总统兼代理总理

#### 李在明時期
- 2025年6月4日～2025年7月29日：教育部长、社会事务副总理
- 2025年6月4日～：韩国联合国教科文组织主席兼执行委员会
- 2025年6月4日～：总统生物伦理委员会政府成员
- 2025年6月4日～：政府少子老龄化委员会委员
- 2025年6月4日～：总统地方政府委员会当然成员
- 2025年6月4日～：总统医疗改革特别委员会成员
- 2025年6月4日～2025年7月3日：代理总理

### 選舉履歷
| 年度 | 選舉屆數       | 選舉區   | 所屬政黨 | 得票數    | 得票率 | 當選標記 | 備註 |
| ---- | -------------- | -------- | -------- | --------- | ------ | -------- | ---- |
| 2004 | 第17屆國會選舉 | 比例代表 | 大国家党 | 7,613,660 | 35.76% |          |      |